# Bruce Hornsby
Bruce Randall Hornsby, född 23 november 1954 i Williamsburg, Virginia, är en amerikansk artist, låtskrivare och pianist. Han är mest känd för världshiten "The Way It Is" men har även gjort många andra kända låtar såsom "Mandolin Rain" och "Every Little Kiss", samtliga från albumet The Way It Is från 1986.

## Diskografi (urval)
Studioalbum med The Range
- 1986 – The Way It Is
- 1988 – Scenes from the Southside
- 1990 – A Night on the Town

Solo, studioalbum
- 1993 – Harbor Lights
- 1995 – Hot House
- 1998 – Spirit Trail

Studioalbum med The Noisemakers
- 2002 – Big Swing Face
- 2004 – Halcyon Days
- 2009 – Levitate
- 2016 – Rehab Reunion

Livealbum med Grateful Dead
- 1991 – Infrared Roses
- 1997 – Dick's Picks Volume 9
- 1999 – So Many Roads (1965–1995)
- 2000 – Dick's Picks Volume 17
- 2001 – View from the Vault, Volume Two
- 2006 – Grateful Dead Download Series Volume 11

Livealbum med The Other Ones
- 1999 – The Strange Remain

Singlar (topp 10 på Billboard Hot 100)
- 1986 – "The Way It Is" (Bruce Hornsby and the Range) (#1)
- 1987 – "Mandolin Rain" (Bruce Hornsby and the Range) (#4)
- 1998 – "The Valley Road" (Bruce Hornsby and the Range) (#5)